# Asplenium lolegnamense
Asplenium lolegnamense is een varen uit de streepvarenfamilie (Aspleniaceae). Het is een endemische soort voor het Portugese eiland Madeira.
De varen is een vruchtbare hybride van Asplenium aureum en Asplenium octoploideum.

## Naamgeving enetymologie
- Synoniem: Ceterach lolegnamense Gibby & Lovis

De botanische naam Asplenium is afgeleid van Oudgrieks ἄσπληνον, asplēnon (miltkruid). De soortaanduiding lolegnamense is een verwijzing naar de oude Italiaanse naam voor het eiland Madeira, het 'Isola de Lolegname'.

## Kenmerken
Asplenium lolegnamense is een kleine, groenblijvende varen met diep gelobde tot eenmaal geveerde bladen. De bladslipjes zijn aan de bovenzijde glanzend geel- tot donkergroen en lederachtig, en aan de onderzijde dicht bedekt met zilverkleurige harige schubben of paleae. De bladslipjes lijken sterk op die van A. aureum, maar zijn slanker en korter.
De bruine streepvormige sporenhoopjes liggen op de onderzijde van het blad in een schuine hoek tussen de bladrand en de hoofdnerven van het blad, aanvankelijk verborgen onder de paleae. 

## Fylogenie
A. lolegnamense maakt deel uit van een complexe stamboom waarin een aantal Asplenium-soorten van het ondergeslacht (vroeger geslacht) Ceterach. Het is een allohexaploïde soort (met drie sets chromosomen, 2n=216), een oude hybride van de tetraploïde Asplenium aureum (2n=144) en de octoploïde Asplenium octoploideum (2n=288).
Een hexaploïde hybride zou in principe onvruchtbaar moeten zijn, doch een combinatie van twee mutaties zorgen ervoor dat de soort zich toch kan voortplanten: apomeiose, of het ontbreken van meiose in de sporendoosjes of sporangia van de sporofyt, waardoor de sporen eveneens hexaploïde zijn; en apogamie of gametofytische apomixie, waarbij een hexaploïde somatische cel uit de gametofyt zonder bevruchting uitgroeit tot een embryo.

## Habitat, verspreiding en voorkomen
Asplenium lolegnamense is een endemische soort voor het Portugese eiland Madeira, waar ze vooral voorkomt in het centrale deel van het eiland rond Curral das Freiras.
Het is een terrestrische of lithofytische varen die vooral groeit op schaduwrijke, vochtige, bemoste en met Selaginella bezette rotswanden en op verweerde vulkanische lava in subtropische Laurisilva of laurierbossen. 

## Verwante en gelijkende soorten
Asplenium lolegnamense kan verward worden met alle hier genoemde en nauw verwante soorten van het geslacht Asplenium ondergeslacht Ceterach, vooral omdat er voor het oog geen eenduidig onderscheidende kenmerken zijn. Het enige absolute kenmerk is de lengte van de exosporen. 
... · 
A. adiantum-nigrum (Zwartsteel) · 
A. adulterinum · 
A. aethiopicum · 
A. ×alternifolium · 
A. anceps · 
A. aureum · 
A. azoricum · 
A. billotii (Lancetvormige streepvaren) · 
A. bulbiferum · 
A. ceterach (Schubvaren) · 
A. cuneifolium · 
A. filare · 
A. fissum · 
A. fontanum (Genaalde streepvaren) · 
A. foreziense (Forez-streepvaren) · 
A. hemionitis · 
A. jahandiezii · 
A. lepidum · 
A. lolegnamense · 
A. majoricum · 
A. marinum (Zeestreepvaren) · 
A. nidus (Nestvaren) · 
A. obovatum · 
A. octoploideum · 
A. onopteris · 
A. petrarchae · 
A. ruta-muraria (Muurvaren) · 
A. scolopendrium (Tongvaren) · 
A. seelosii · 
A. septentrionale (Noordse streepvaren) · 
A. trichomanes (Steenbreekvaren) · 
A. trichomanes subsp. coriaceifolium · 
A. trichomanes subsp. pachyrachis · 
A. trichomanes subsp. quadrivalens · 
A. trichomanes subsp. trichomanes · 
A. viride (Groensteel) · 
A. viviparum · 
...